# 渋谷区立鉢山中学校
渋谷区立鉢山中学校（しぶやくりつ はちやまちゅうがっこう）は、東京都渋谷区鶯谷町にある区立中学校である。

## 概要
在籍児童数109名、学級数5室、教員数19名、職員数5名（平成27年5月1日現在）。
平成２１年度から渋谷区理数教育重点校指定、理数教育を中心とした特色ある教育活動を展開。
令和５年度からＳＴＥＡＭ教育開始
大学や研究機関からの専門家による体験型理数教育、ハチラボとのコラボによる理数体験授業を実施

### 建て替え計画
渋谷区は2022年（令和4年）、教育目標や長寿命化計画を踏まえ、「未来の学校のコンセプト」と「新しい学校施設整備に当たっての考え方」の概要をまとめ、「渋谷区新しい学校づくり整備方針（2023年3月）、渋谷区立小学校と中学校の建て替えロードマップ」を発表した。改築中の移転先は、旧青山病院跡地の「青山キャンパス」（近隣の青山学院大学とは無関係）と称する、複数の区立学校の仮設校舎となる予定。
- 工事期間（解体1年、建築2年） - 2028年度（令和10年）〜 2030年度（令和12年）、猿楽小学校は、鉢山中学校新校舎で小中一貫校となる予定。

## 沿革
- 1947年（昭和22年）5月2日開校。

## 教育方針
教育目標
「良く考え、進んで学ぶ生徒の育成」「創造性豊な生徒の育成」「健康で明るい生徒の育成」
中学校の児童数と教員数
| 年度     | 児童総数 | 1年生 | 2年生 | 3年生 | 教員数 | 職員数 |
| -------- | -------- | ----- | ----- | ----- | ------ | ------ |
| 平成23年 | 90人     | 34人  | 22人  | 34人  | 16人   | 8人    |
| 平成24年 | 97人     | 35人  | 36人  | 26人  | 17人   | 6人    |
| 平成25年 | 99人     | 23人  | 36人  | 40人  | 17人   | 5人    |
| 平成26年 | 104人    | 43人  | 22人  | 39人  | 17人   | 5人    |
| 平成27年 | 109人    | 41人  | 42人  | 26人  | 19人   | 5人    |
| 平成28年 | 104人    | 20人  | 42人  | 42人  | 18人   | 5人    |
| 平成29年 | 107人    | 43人  | 21人  | 43人  | 19人   | 5人    |
| 平成30年 | 95人     | 27人  | 46人  | 22人  | 17人   | 5人    |
| 令和元年 | 106人    | 29人  | 28人  | 49人  | 17人   | 7人    |
| 令和2年  | 97人     | 33人  | 32人  | 32人  | 16人   | 8人    |
| 令和3年  | 97人     | 32人  | 33人  | 32人  | 17人   | 8人    |
| 令和4年  | 103人    | 36人  | 32人  | 35人  | 16人   | 8人    |
| 令和5年  | 113人    | 40人  | 40人  | 33人  | 16人   | 6人    |

## 学校行事
校外学習
渋谷区立小中学校の児童・生徒たちが、校外学習を行う宿泊施設があり、学校が使用しない期間は社会教育団体に開放しています。利用資格は区内在住、在勤者を主とする社会教育団体。
- 山中高原学園 - 〒401-0501 山梨県南都留郡山中湖村山中263（℡0555-62-0595）
- 冨山高原学園 - 〒299-2216 千葉県南房総市久枝784（℡0470-57-2130）

## 通学区域
子供が通学する学校は、住所により指定されている、また、2004年（平成16年）度から学校選択希望制を導入しており、入学を希望する学校を選べる。学校選択希望制は、現行の通学区域を維持したうえで、通学区域外の学校に入学希望出来る制度で、特色のある地域に開かれた学校づくりを推進し、区民から選ばれる学校づくり等を図る。
学校別通学区域
| 猿楽町 鶯谷町 鉢山町 代官山町 恵比寿西 一丁目 - 二丁目 | 恵比寿南 一丁目 | 恵比寿南 二丁目 | 恵比寿南 三丁目 | 渋谷 二丁目 | 渋谷 三丁目                 | 渋谷 四丁目 東 一丁目 | 東 二丁目                   | 東 三丁目 | 東 四丁目 | 広尾 三丁目 |
| ------------------------------------------------------ | --------------- | --------------- | --------------- | ----------- | --------------------------- | --------------------- | --------------------------- | --------- | --------- | ----------- |
| 全域                                                   | 1 - 17番        | 1 - 11番 19番   | 全域            | 1 - 12番    | 1 - 3番 12 - 15番 24 - 26番 | 全域                  | 1 - 7番 18 - 23番 25 - 29番 | 17 - 27番 | 1 - 10番  | 1番 4 - 7番 |

調整区域
- 通学区域では調整区域を設けている、通学の距離等を考慮し保護者の申請により指定校の変更が出来る区域[7]。

| 希望校     | 指定校     | 町丁名                                                                          | 番 |
| ---------- | ---------- | ------------------------------------------------------------------------------- | --- |
| 広尾中学校 | 鉢山中学校 | 広尾三丁目 渋谷二丁目 渋谷三丁目 渋谷四丁目 東一丁目 東二丁目 東三丁目 東四丁目 | 1番、4 - 7番 1 - 12番 1 - 3番、12 - 15番、24 - 26番 全域 1 - 7番、18 - 23番、25 - 29番 17 - 27番 1 - 10番 |
| 鉢山中学校 | 松涛中学校 | 渋谷三丁目 桜丘町 南平台町                                                      | 4 - 11番、16 - 23番、27 - 29番 全域                                                                       |

生涯学習・スポーツ
- 成人のための学習機会の提供、社会教育団体への支援、小中学生のための学習機会の提供、生涯学習施設、口座・イベント情報等の文化・スポーツ教室案内[8]。

部活動
- バレーボール部
- サッカー部
- ソフトテニス部
- バスケットボール部
- 吹奏楽部
- 美術部
- 科学・数学部

## 交通アクセス
鉄道
- JR東日本、山手線、湘南新宿ライン - 渋谷駅・恵比寿駅より徒歩約15分。
- 京王井の頭線 - 渋谷駅より徒歩約18分。
- 東急東横線、東急田園都市線 - 渋谷駅より徒歩約13分、代官山駅より徒歩約14分。
- 東京メトロ、銀座線 - 渋谷駅より徒歩約13分、半蔵門線、副都心線より徒歩約13分。

## 関係者
出身者
- 小林美香 (1975年生のアイドル)
- 春日博文（ギタリスト、音楽プロデューサー）
- 仲本工事（ザ・ドリフターズ）
- 春風亭ぴっかり
- 立野在（フィギュアスケート選手） [9]
- 吉田恒昭（東京大学名誉教授）